# Staten van Overijssel

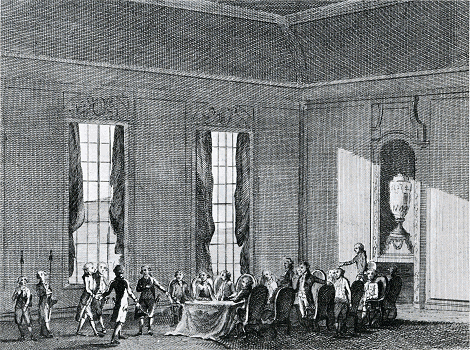
De readmissie van Van der Capellen in de vergadering van ridderschap en steden van Overijsel op 1 november 1782.

De Staten van Overijssel vormden de standenvertegenwoordiging van het gewest Overijssel tot 1795. Deze bestond uit slechts twee standen: de ridderschappen van Vollenhove, Salland en Twenthe en de stadsbesturen van Kampen, Zwolle en Deventer. De geestelijkheid had geen aandeel in het bestuur Oversticht/Overijssel.
Het gewest Overijssel is ontstaan uit het Oversticht, het noordoostelijk deel van het Sticht Utrecht, het wereldlijk gebied van de Utrechtse bisschop, die optrad als landsheer. Drenthe en Groningen werden feitelijk zelfstandig in de 13e eeuw na de nederlaag van de bisschop in de Slag bij Ane in 1227, terwijl Vollenhove, Salland en Twente de bisschop overwegend trouw bleven.
De overgebleven drie landschappen en de drie IJsselsteden ontwikkelden zich vanaf 1456 onder Bourgondische druk binnen het Oversticht in toenemende mate tot een eenheid, die in 1458 voor het eerst gezamenlijk Overissel genoemd wordt. Twintig jaar later werd het Landrecht van Overijssel opgetekend, een soort primitieve 'grondwet', waarin vooral de rechten en voorrechten van de stedelijke burgerij werden vastgelegd.
De bisschop, de steden en de ridderschappen waren in voortdurende strijd met elkaar om macht en invloed. Tijdens de Gelderse Oorlogen werd de verdeeldheid pijnlijk zichtbaar, maar ook tussen de steden onderling heerste rivaliteit. In 1527 erkenden de Staten van Overijssel keizer Karel V als landsheer, en het volgende jaar deed de bisschop afstand van zijn wereldlijke macht; hierdoor kwam de heerlijkheid Overijssel tot leven.
Aan het begin van de Nederlandse Opstand was Overijssel afkerig van het protestantisme, en deed ook nauwelijks mee aan de opstand. Men deed niet mee aan de Unie van Utrecht (1579) en ook het Plakkaat van Verlatinghe werd niet door de Staten aanvaard. Evenwel konden de calvinisten met soldaten van Oranje de macht grijpen in de IJsselsteden, en waren leden van de ridderschap vanaf 1620 allemaal leden van de calvinistische kerk. Tegenoffensieven van de Spaanse veldheren Parma en Spinola zorgden ervoor dat het katholicisme behouden bleef, en enige tijd was er een koningsgezinde statenvergadering gevestigd in Oldenzaal, maar de Staatse stadhouders Maurits en Frederik Hendrik van Oranje herenigden het gewest en verjoegen de Spaanse troepen. Voortaan zou er geen vorst meer boven de Staten staan; zij waren soeverein en kozen enkel een stadhouder als legeraanvoerder. Men voerde een gemeenschappelijk buitenlands beleid met de andere Verenigde Nederlanden in de Staten-Generaal, maar particularisme voerde de boventoon.
In de tweede helft van de 18e eeuw was de edelman Joan Derk van der Capellen tot den Pol een belangrijk vooruitstrevend statenlid, die zich inzette voor democratisering, centralisering en het inperken van de macht der regenten en stadhouders in de hele Republiek; hij was de schrijver van het beroemd geworden pamflet Aan het Volk van Nederland (1783). Uiteindelijk was de Bataafse Omwenteling voltooid in 1795 met de afschaffing van de Unie van Utrecht als grondwet en de vervanging van de Staten van Overijssel door de Nationale Vergadering (1796).